# Quai Julien Rémont
Le quai Julien Rémont est une artère de la ville belge de Liège.

## Situation et accès
Ce court quai peu connu d'une centaine de mètres est situé sur la rive droite de la Dérivation et se situe entre la rue des Vennes et la rue Oscar Englebert. La voirie qui s'écarte de la Dérivation applique un sens unique de circulation automobile dans le sens Vennes-Englebert.

## Voies adjacentes
- Quai Mativa
- Rue des Vennes
- Rue Oscar Englebert

## Odonymie
Le quai rend hommage à l'architecte liégeois Julien-Étienne Rémont (1800-1883).